# María Zambrano
Pour les articles homonymes, voir Zambrano, Alarcon et Alarcón.
Zambrano y Alarcón est un nom espagnol. Le premier nom de famille, en général paternel, est Zambrano ; le second, en général maternel, souvent omis, est Alarcón.
María Zambrano Alarcón (Vélez-Málaga, 22 avril 1904 – Madrid, 6 février 1991) est une penseuse, philosophe et essayiste espagnole, disciple de José Ortega y Gasset. Elle a reçu deux hautes distinctions littéraires : le prix Prince des Asturies en 1981 et le prix Cervantes en 1988 pour l'ensemble de son œuvre.

## Biographie
María Zambrano est née le 22 avril 1904 à Velez-Málaga. Sa mère, Araceli Alarcón Delgado, est institutrice ; son père, Blas José Zambrano García de Carabante, est un penseur et pédagogue d'une certaine renommée, proche du mouvement socialiste ouvrier, et l'un des fondateurs de l'Université populaire de Ségovie et ami inséparable d'Antonio Machado. En 1908, la famille déménage à Madrid, puis à Ségovie, où elle vivra jusqu'en 1924.
En 1924, sa famille s’installe de nouveau à Madrid, permettant à María Zambrano de tenter sa chance comme étudiante libre à l'Université centrale de Madrid en philosophie, avec comme camarade de promotion la future bibliothécaire pionnière Juana Capdevielle. Elle y rencontre des figures importantes de la Génération de 27 telles que León Felipe, Federico García Lorca et Rosa Chacel. Jusqu'en 1927, elle étudie auprès de José Ortega y Gasset, philosophe réputé qui lui octroie un rôle de médiatrice entre lui et de jeunes écrivains. Durant cette même année, elle commence à enseigner la philosophie dans une institution de niveau secondaire du nom d'Instituto Escuela. L’année suivante, elle entame son doctorat et rejoint la Fédération des universités et écoles de Madrid, une organisation scolaire qui aborde des projets éducatifs et philosophiques. Durant ces années d'étude, elle vivra de près les événements politiques de l'époque, qu'elle rapportera dans un premier livre, Horizon du libéralisme, paru en 1930.
En 1931, elle est nommée professeure auxiliaire de métaphysique à l'Université centrale de Madrid.
En 1932, elle signe le manifeste de création du parti Frente Español (FE), inspiré en grande partie par Ortega y Gasset. Il s'agit d'un parti national qui s’avère être un engagement très court pour Zambrano. Lorsque José Antonio Primo de Rivera, de profil fasciste, essaie de centraliser le FE, elle dissout le mouvement « pour rester fidèle à Ortega y Gasset » et s'éloigne pour toujours de la politique des partis. Malgré cet événement, Zambrano n'abandonne pas la motivation politique qui élargit sa pensée. Elle restera très engagée dans sa défense de la république pendant la Guerre civile espagnole. De plus, elle achemine son inquiétude politique vers une critique du rationalisme et de ses exagérations et propose une raison alternative et intégratrice, la raison poétique. Entre 1932 et 1936, elle collaborera à plusieurs revues, dont Revista del Occidente, Cruz y Raya et Hora de España.
Plusieurs événements importants se déroulent en 1936 dans la vie de María Zambrano; elle obtient son doctorat, enseigne en tant que professeure de philosophie à la Residencia de Señoritas et à l'Institut Cervantes et épouse l’historien et diplomate Alfonso Rodriguez Aldave, récemment nommé secrétaire à l'Ambassade d'Espagne à Santiago au Chili.
En 1939, la Guerre d'Espagne et l'avènement du franquisme lui font quitter son pays. Le 28 janvier 1939, elle part pour le Mexique, exil qui durera 46 ans, de 1939 à 1984, et au cours duquel elle séjourne aussi à Paris, New York, La Havane, Genève et Rome. Son errance américaine et européenne marque fortement son œuvre. En 1939, elle devient professeure de philosophie à l'Universidad Michoacana de San Nicolás de Hidalgo à Morelia, dans le Michoacán, au Mexique, et publie deux livres: Philosophie et poésie et Pensée et poésie dans la vie espagnole. En 1942, elle est nommée professeure à l'université de Río Piedras à Porto Rico. En 1946, elle voyage à Paris pour rejoindre sa sœur Araceli, qui la suivra jusqu'à sa mort en 1972, et se lie d'amitié avec René Char et Albert Camus. En 1948, María Zambrano et Alfonso Rodríguez Aldave divorcent.
Le 20 novembre 1984, neuf ans après la mort de Franco, elle rentre définitivement en Espagne.
Zambrano obtient le prix Prince des Asturies en 1981 et devient la première femme à obtenir le prix Cervantes en 1988.
Elle meurt le 6 février 1991 à Madrid.
Depuis 2007, la principale gare de chemins de fer de Malaga porte le nom de Málaga-María Zambrano (es).

## Philosophie
La philosophie (notamment la métaphysique) et ses rapports avec la littérature et la poésie occupe une place importante dans les écrits de Zambrano. Elle a étudié ces deux disciplines dans sa jeunesse, à l'Université centrale de Madrid, à la Faculté des lettres et de philosophie. Dans son œuvre, on retrouve de nombreuses références et mentions à Parménide, Socrate, Platon, Aristote, Kant, Hegel, Fichte, Schelling, Novalis, Hölderlin, Baudelaire, Hugo, Valéry, Poe, et bien d'autres. Elle renvoie au déploiement de la raison poétique et rationnelle dans l'histoire de la philosophie et de la poésie, de la tradition grecque ancienne jusqu'à l'époque contemporaine.

### Philosophie et poésie
L'ouvrage Filosofía y poesía a été publié en 1939 et réédité en 1987 en français. Dans son texte, Zambrano analyse deux versants de la pensée humaine qui agissent non pas de manière antinomique, mais plutôt de manière complémentaire : « Aujourd'hui poésie et pensée nous apparaissent comme deux formes insuffisantes, deux moitiés de l'homme: le philosophe et le poète. L'homme entier n'est pas dans la philosophie ; la totalité de l'humain n'est pas dans la poésie. Dans la poésie nous trouvons directement l'homme concret, individuel. Dans la philosophie l'homme dans son histoire universelle, dans son vouloir être. La poésie est rencontre, don, découverte par la grâce. La philosophie quête, recherche guidée par une méthode ». Ces deux moitiés de l'être humain sont complémentaires, vivent ensemble et se balancent l'un sur l'autre sans se dénaturer.
María Zambrano allie philosophie et poésie et en fait son sujet d'étude principal dans Filosofía y poesía. Sa vision de la philosophie fait d'abord référence à Aristote lorsque celui-ci dit que la philosophie vient de l'étonnement, de notre première réaction face au monde. Pour María Zambrano, poésie et philosophie s'opposent dans leur perception du monde. Tandis que le philosophe cherche activement une unité et ne peut s'affranchir des contradictions que lui présente le monde, le poète se contente de la multiplicité : contemplant directement les choses du monde, il s'imprègne d'elles sans les soumettre à la raison, et qu'elles soient contradictoires ne pose donc pas pour lui de problème essentiel. Derrière cette opposition se dessine la question de la politique, au sujet de laquelle María Zambrano constate que « les philosophes n'ont encore gouverné aucune république »[réf. nécessaire]. Par cette citation, elle ne fait pas seulement référence à La République de Platon, mais s'adresse directement au régime politique de la société espagnole à laquelle elle s'oppose.
Dans le chapitre intitulé « Poésie et Pensée » du même ouvrage, María Zambrano reprend l'allégorie de la caverne de Platon afin d'illustrer cette différence entre poètes et philosophes. Elle y expose un point important de sa thèse : la nécessité de la violence dans la réflexion philosophique du monde. Si le poète se satisfait de son étonnement face aux choses particulières de la vie, le philosophe, lui, se fait violence pour sortir de cet étonnement et ainsi saisir la réalité des choses. C'est ce qu'elle entend par « la philosophie est une extase qu'un déchirement fait échouer ».
Pour remédier à cette scission entre logos (logique) et pathos (passion) opérée par la philosophie européenne, elle réunit ces deux moitiés en une nouvelle approche qui prend le nom de « raison poétique ». Dans ce mode de réflexion, l'enquête philosophique adopte une attitude de compassion à l'égard de son objet d'étude, par laquelle elle tient compte de sa multiplicité sans faire systématiquement violence à celle-ci par le moyen usuel de l'abstraction.
La méthode appelée la raison poétique débute comme connaissance aurorale, attention encline à la vision révélatrice. L´attention toujours vigilante ne repousse pas ce qui vient de l´espace extérieur, au contraire, elle reste disposée. À son état naissant, la raison poétique est dévoilement des formes avant la parole. Après, elle agira en faisant connaître; le mot s´appliquera dans les traces des symboles et au-delà, où le symbole perd sa consistance mondaine en ne conservant que son caractère de lien. C´est alors que la raison poétique sera pleinement réalisée en tant qu´action métaphorique, essentiellement créatrice de réalités.
Selon Chantal Maillard, « la pensée de Zambrano est à la fois métaphysique, psychologique et éthique… La raison poétique est aurore avant même les formes poétiques de la parole. Tel est l’apport le plus important de cette philosophie poétique de María Zambrano. »

#### L'Homme et le divin (El hombre y lo divino)
Dans la préface à l'édition de 1973, María Zambrano dit que "l'homme et le divin" pourrait être le titre de toute son œuvre. En effet, à travers toutes les modulations que peut prendre ce thème à travers ces textes (phénoménologie du divin, de la personne ou de du rêve), son objet de recherche fondamental reste la nature humaine derrière ses manifestations sensibles éphémères, phénoménales, qui demeurent tout ce que l'on sait et voit de l'Homme. Dans ce texte, Zambrano développe sa Phénoménologie du divin, rapportée dans un article de Chantal Maillard.
Zambrano voit dans l'Histoire du monde un long processus où l'Homme passe d'une attitude poétique, à une attitude philosophique. Au début de l'Histoire, les hommes, remplis de poésie, abordaient le monde en le divinisant et le sacralisant. Peu à peu, tragédie après tragédie, alors que les hommes constatent l'insuffisance de l'explication divine. C'est dans ce vide que se glissera l'attitude philosophique, qui se présente comme une question, alors que l'attitude poétique se présentait comme une réponse. C'est lors de ce glissement vers la philosophie que l'homme formalise la réalité, procède à des abstractions et des conceptualisations. Pour Zambrano, aborder la réalité de manière poétique, et "au début était le délire". Ce délire serait le sentiment d'être regardé, sans pouvoir voir soi-même, et ceci suppose que la nature qui nous entoure puisse nous regarder, autrement dit que la nature soit pétrie de présence divine.
Cette sacralisation de la nature est la réponse poétique à l'angoisse originelle de l'ignorance. Cependant, la multiplicité des Dieux aurait, vers l'époque des Grecs, réveillé le désir d'Unité. Ce réveille de la conscience amènerait avec elle la première question ontologique, puisque l'explication divine passée est désormais insuffisante. Cette première question, question fondatrice de la métaphysique, est celle de la nature des choses : Qu'est-ce? Pour Zambrano, cette question, signe d'un vide, est en-elle-même tragique, car elle dénote l'ignorance, l'absence de savoir. Cette période de remise en question tragique serait cyclique : à chaque fois qu'une réponse est tuée, qu'un universel est sacrifié, s'ensuivrait un vide tragique, angoissant. La première remise en question tragique enregistrée dans la mémoire de l'Histoire est la naissance de la philosophie en Grèce antique. C'est Nietzsche qui, près de deux millénaires plus tard, tuera les dieux de la philosophie et renverra l'humanité à ce stade pré-rationnel, où elle est sujette à ses passions, sa peur, son angoisse, au néant.
Ce retour du néant, s'opposant à l'être, ne vient pas seulement remettre en question les réflexions ontologiques développées sur la nature de l'être, mais viennent aussi ouvrir une nouvelle voie possible. Au lieu de reprendre le concept d'Être développé depuis la philosophie grecque, l'être rationnel, essentiel, Zambrano développe une conception de l'Être historique, créé par le sujet, cette « origine, ce néant du commencement, ce lieu sans espace et sans temps où rien ne se différencie ». C'Est[style à revoir] à partir de ce néant redécouvert, par la mort de l'être ancien, que l'Homme retrouve sa liberté, et peut alors commencer le processus de création de soi.
Rationalisme et histoire
Le rationalisme est l’expression de la volonté d’être. Ce concept ne cherche pas à découvrir la structure de la réalité mais à fonder le pouvoir sur une hypothèse : la réalité doit être transparente à la raison, elle doit être une seule et intelligible. Le rationalisme, comme tout absolutisme, tue en quelque sorte l’histoire parce qu’il réalise l’abstraction du temps. Placé entre des vérités définitives, l’homme cesse de ressentir le passage du temps et sa destruction constante, cesse de sentir le temps comme opposition, comme résistance, cesse de se connaitre en lutte perpétuelle contre le temps, contre le néant qui avertit son passage. Si toute histoire est une construction, l'objectif de la raison, de l’absolutisme et des religions monothéistes est de construire au-dessus du temps. La conscience, dans cette intemporalité artificielle de l’éternel vrai, ne peut pas s’éveiller, car la conscience surgit en même temps que la volonté personnelle et celle-ci grandit avec la résistance.
Le problème qui préoccupe Zambrano est «d’humaniser l’histoire et même la vie personnelle; de faire en sorte que la raison devienne un instrument adéquat pour la connaissance de la réalité, avant tout de cette réalité immédiate qui est pour l’homme lui-même». Humaniser l’histoire : assumer sa propre liberté par l’éveil de la conscience personnelle qui devra assumer le temps, et plus encore : les différents temps de la personne.
La création de la personne
Les mêmes paramètres avec lesquels Zambrano définit l’histoire sociale, est appliqué par elle à l’histoire personnelle, et il n’est pas étonnant, puisque l’histoire, celle de tous, est faite par des individus qui projettent sur le plan social leurs craintes, angoisses, abus, ignorances et désirs. Les déformations sociales sont l’institutionnalisation des déformations personnelles, et les constitutions, le prix que paie chacun pour atténuer consensuellement sa propre angoisse vitale. Ainsi, l’endiosage des uns, l’aliénation des autres (idolâtrie et sacrifice), l’instrumentalisation de la raison et la structure temporelle sont des modèles correctement applicables à l’Histoire de tous, celle qui est construite en lien à cette autre histoire qui est l’argument de chaque être humain, souffert dans l’Histoire et sous elle.
L’homme comme être qui souffre sa transcendance (el hombre es el ser que padece su propia trascendencia)
L’homme n’est pas seulement un être historique, celui dont le temps est le temps suivant, temps de la conscience appliqué à la réalité comme succession d’événements. L’homme est avant tout celui qui est destiné à transcender, à se transcender en subissant cette transcendance, un être, l’homme, en perpétuel transit qui n’est pas seulement un passage mais un passage au-delà de lui-même : de ces personnages que le sujet rêve de lui-même. Que l’homme soit un être transcendant signifie qu’il n’est pas fini, qu’il doit être créé comme il vit. Et si la naissance est de sortir d’un rêve initial, la vie sera de sortir d’autres rêves, successifs, par des réveils successifs.
La phénoménologie du temps
La structure de la personne s’élabore, comme l’histoire, sur une autre structure : la structure temporelle. Mais bien que l’histoire se conforme à des temps multiples, ceux-ci sont toujours inclus dans le temps proprement historique : le suivant ; la multiplicité temporelle signifie seulement la multiplicité des rythmes, le « tempo » des connexions entre l’événement, sa mémoire et sa projection. Les temps du sujet supposent quelque chose de plus. Schématiquement, on peut distinguer:
- Temps successif ou temps de la conscience et de la liberté, mesurable dans ses trois dimensions (passé-présent-futur);

- Temps de la psyché ou intemporalité initiale, temps des rêves, où la pensée n’a pas sa place, ni la liberté. Dans cette intemporalité, le sujet ne décide pas, ne bouge pas, mais est poussé par les circonstances;

- Temps de création ou états de lucidité, autre type d’intemporalité, mais contrairement à la précédente, créatrice. Le sujet ne se trouve pas sous le temps, comme dans l’intemporalité de la psyché, mais sur le temps. Cette intemporalité peut donner naissance aux découvertes de l’art ou de la pensée, d’autre part à la découverte personnelle ou à ce que Zambrano entend par «création de la personne». Ces moments de lucidité où le temps de la conscience est suspendu sont ceux où se produisent les « éveils ».

La forme du rêve
La phénoménologie de la forme du rêve s’inscrit dans l’étude des temps en partant de la considération que dans la vie humaine il y a différents degrés de conscience, et surtout différentes manières d’avoir la conscience endormie ou subjuguée. Maria Zambrano vit la nécessité de procéder à un examen des rêves, non pas tant dans leur contenu (la psychanalyse s’en était déjà chargée) que dans leur forme, c’est-à-dire dans la manière dont ces états ont été présentés. Elle distingua ainsi deux formes de sommeil:
- Rêves de la psyché, qui correspondent à l’intemporalité de la psyché, et parmi eux principalement les rêves d’orexis ou de désir et les rêves d’obstacle.

- Rêves de la personne, également appelés rêves d’éveil ou rêves de finalité, qui sont ceux qui procurent à la personne la vision nécessaire pour son accomplissement. Quand ils surgissent pendant la veillée, ils sont appelés rêves réels, et ils doivent être déchiffrés comme des énigmes.

## Œuvres

### Textes originaux
- Horizontes del liberalismo (1930).
- Hacia un saber del alma (1934).
- Filosofía y poesía (1939).
- La Agonía de Europa (1945 et réédité en 2000).
- Hacia un saber sobre el alma (1950).
- El hombre y lo divino  (1953).
- Delirio y destino (écrit en 1953 et publié en 1989).
- Persona y Democracia (1958 et réédité 1988)
- España, sueño y verdad (1965).
- Los sueños y el tiempo (réédité en 1998).
- El sueño creador.
- La tumba de Antígona (écrit en exil en France et publié en 1967 au Mexique).
- Claros del bosque (1977).
- De la aurora (1986).
- El reposo de la luz (1986).
- Los bienaventurados.
- Para una historia de la piedad (1989)
- Algunos lugares de la pintura (1991)
- Unamuno (écrit en 1940 et publié en 2003).
- Cartas de la Pièce. Correspondencia con Agustín Andreu (écrit dans les années 1970, publié en 2002).

### Traductions en français
- Saint Jean de la Croix. De la nuit obscure à la plus claire mystique, traduction Suzanne Brau (in Les Cahiers du Sud, décembre 1942, repris dans Levant. Cahiers de l’espace méditerranéen, n°2, 1989, 18 p.) accompagnée de la traduction du Cantique spirituel de Saint-Jean de la Croix, par Rolland Simon, présentation et notes par Michel Valensi, Editions de l'éclat, 2024
- De l'aurore (Traduction Marie Laffranque), Editions de l'éclat, 1989, 180 p. Nouvelle édition, L’éclat/poche, 2015.
- Les clairières du bois (Traduction Marie Laffranque), Editions de l'éclat, 1989, 167 p. nouvelle édition, L’éclat/poche, 2024.
- Délire et destin : les vingt ans d'une Espagnole, Éditions des Femmes, 1997, 323 p.
- L'Agonie de l'Europe, (traduit par Maria Poumier), Universidad politécnica de  Valencia, éd. bilingue 1998, 120 p.
- L'homme et le divin, José Corti, 2006, 426 p.
- Philosophie et poésie (1939), José Corti, 2003, 176 p.
- Les rêves et le temps (1939), José Corti, 2003, 192 p.
- Sentiers, Editions des femmes, 1992, 319 p. (avec Saint Jean de la Croix, Antonio Machado et Unamuno précurseurs de Heidegger, Les intellectuels dans le drame espagnol).
- L'Inspiration continue (Essais pour les perplexes), (traduit par Jean-Marc Sourdillon et Jean-Maurice Teurlay). Éditions Jérôme Millon, 2006, 134 p.
- La Confession, genre littéraire, (traduit par Jean-Marc Sourdillon et Jean-Maurice Teurlay)., Éditions Jérôme Millon, 2007, 108 p.
- Île de Porto-Rico. Nostalgie et espérance d’un monde meilleur, traduction et présentation par Eloïse Int’Groen, Editions de l’éclat, 2024.